# Agrostis tenuifolia
Agrostis tenuifolia é uma espécie de gramínea do gênero Agrostis, pertencente à família Poaceae.